# سيدني شيرر
سيدني شيرر (بالإنجليزية: Sydney Shearer)‏ هو لاعب اتحاد الرغبي نيوزلندي، ولد في 23 أكتوبر 1890 في ويلينغتون في نيوزيلندا، وتوفي في 18 سبتمبر 1973.